# 安酸敏眞
安酸 敏眞（やすかた としまさ、1952年1月 - ）は、日本の思想史研究者。Ph.D.（ヴァンダービルト大学・1985年）。博士（文学）（京都大学・1997年）。

## 人物
鳥取県米子市生まれ。鳥取県立米子東高等学校を経て、1975年京都大学文学部卒業。1980年同大学院文学研究科博士課程修了。1985年ヴァンダービルト大学大学院修了。1985年日本学術振興会特別研究員、1987年盛岡大学文学部助教授、1993年聖学院大学人文学部助教授、1996年同人文学部教授、2002年同人文学部欧米文化学科長を経て、2004年より北海学園大学人文学部英米文化学科教授。2010-2012年同人文学部長。2014年-2016年同図書館長。2017年より北海学園大学学長に就く。2021年より学校法人北海学園理事長。2023年北海学園大学定年退職。同学長退任。同名誉教授。

## 受賞歴
処女作Ernst Troeltschにより、昭和62年度日本宗教学会賞受賞。

## 研究領域
E・トレルチとG・E・レッシングに関する研究で知られているが、それ以外にも宗教改革期のスピリチュアリストのセバスティアン・フランクや19世紀の古典文献学者アウグスト・ベークに関する研究にも取り組んでいる。

## 著書
- Ernst Troeltsch: Systematic Theologian of Radical Historicality (Atlanta: Scholars Press, 1986; Oxford & New York: Oxford University Press, 2000)
- 『レッシングとドイツ啓蒙－レッシング宗教哲学の研究』（創文社、1998年）
- 『歴史と探求－レッシング・トレルチ・ニーバー』（聖学院大学出版会、2001年）
- Lessing's Philosophy of Religion and the German Enlightenment: Lessing on Christianity and Reason (New York: Oxford University Press, 2002)
- 『キリスト論論争史』（共著、日本キリスト教団出版局、2003年）
- 『歴史と解釈学 ― 《ベルリン精神》の系譜学』（知泉書館、2012年）
- 『人文学概論 ― 新しい人文学の地平を求めて』（知泉書館、2014年）
  - 『人文学概論 ― 新しい人文学の地平を求めて（増補改訂版）』（知泉書館、2018年）
- 『欧米留学の原風景　福沢諭吉から鶴見俊輔へ』（知泉書館、2016年）
- 『つむじ風に巻き上げられて』（共同文化社、2021年）
- 『「キリスト教学」の探究』（教文館、2023年） など。

## 訳書
- E.トレルチ『信仰論』（教文館、1997年）
- F.W.グラーフ『トレルチとドイツ文化プロテスタンティズム』（共編訳、聖学院大学出版会、2001年）
- カール・バルト『十九世紀のプロテスタント神学　中』（共訳、新教出版社、2006年）
- カール・バルト『十九世紀のプロテスタント神学　下』（共訳、新教出版社、2007年）
- アウグスト・ベーク『解釈学と批判 ―古典文献学の精髄―』 （知泉書館、2014年）
- F.N.グラーフ『キリスト教の主要神学者　下』監訳（教文館、2014年）、上は片柳栄一監訳
- F.シュライアマハー『『キリスト教信仰』の弁証 『信仰論』に関するリュッケ宛ての二通の書簡』（知泉書館、2015年）
- シュライアマハー『キリスト教信仰』（教文館「キリスト教古典叢書」、2020年）など。